# Verdun (Aveyron)
Pour les articles homonymes, voir Verdun (homonymie).
Verdun est une ancienne commune française du département de l'Aveyron, dans la région naturelle du Ségala. 
En 1829, la commune est supprimée et rattachée à Quins, au même moment que la commune de Jalenques.

## Histoire

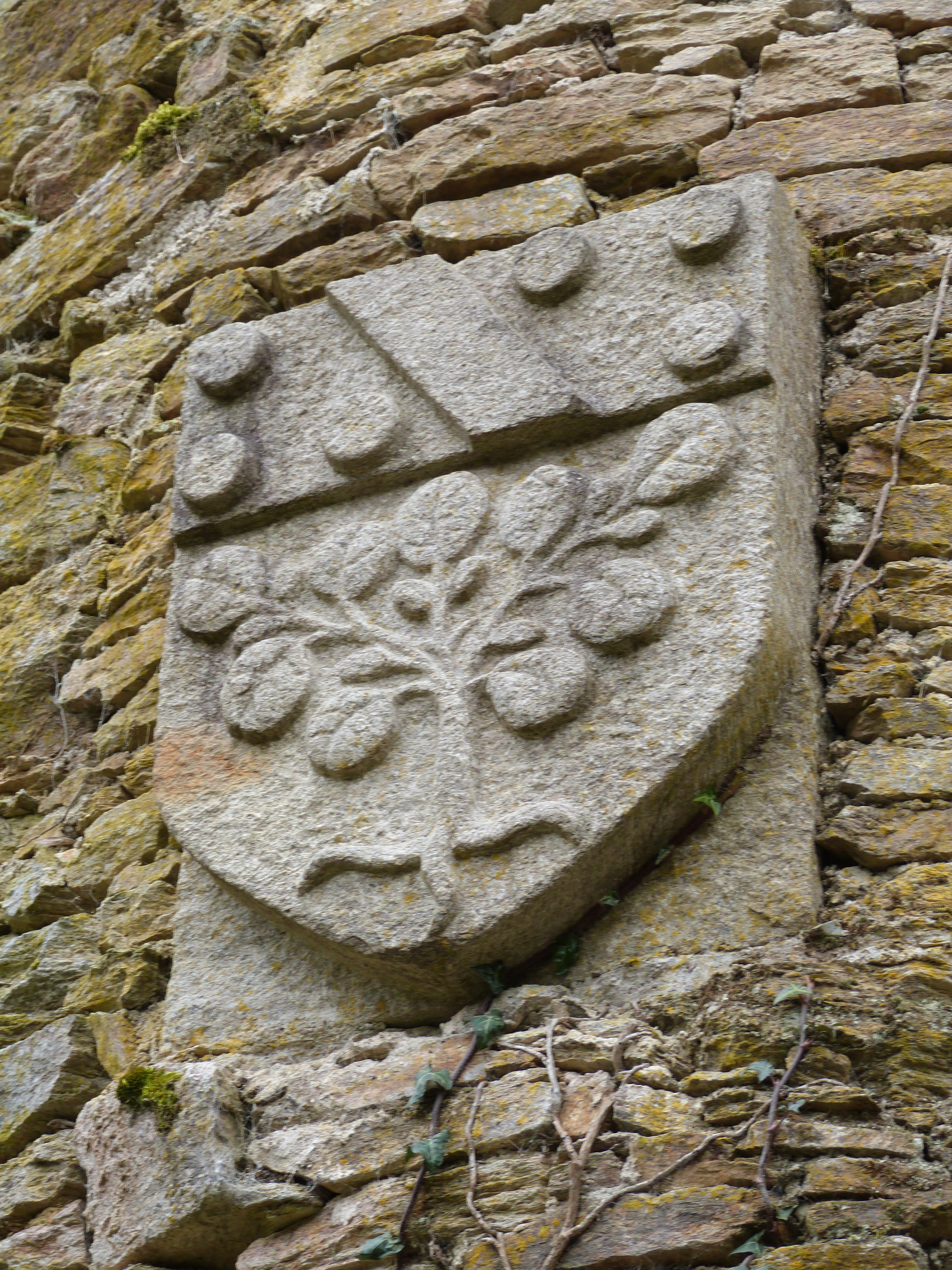
Armes des Vernhes, seigneurs de Castelmary et de Verdun sur la tour de l'ancien château

Verdun était au Moyen-Âge une des douze baronnies du Comté de Rodez, elle appartient du XIIIe au XVe siècle aux familles des Castelmary puis des Vernhes,. Au XVe siècle, la seigneurie est la propriété des Saunhac de Belcastel qui laisse le château à l'abandon. Seule la tour du château est aujourd'hui visible.
Le 20 mai 1829, la commune de Verdun, ainsi que celle de Jalenques, est supprimée et rattachée à Quins.

## Patrimoine
La chapelle Saint-Clair a été construite à la fin du Xe siècle ; elle est inscrite sur l'inventaire supplémentaire des Monuments historiques depuis 1999.

## Sources
- Des villages de Cassini aux communes d'aujourd'hui, « Notice communale : Verdun », sur ehess.fr, École des hautes études en sciences sociales.